# Northland
Se Northland Resources för det svenska gruvbolaget.
Northland är den nordligaste av Nya Zeelands 16 regioner, belägen ytterst på Nordön.

## Historia
Enligt en maorilegend var den nyzeeländska Nordön en enorm fisk som blev fångad av upptäckaren Māui. På grund av detta så kallas Northland ibland för Te Hiku o Te Ika, "Svansen på fisken".
Kerikeri på Bay of Islands anses vara platsen för de första permanenta europeiska bosättningarna på Nya Zeeland. Här finns många historiska byggnader. Ett exempel är Kerikeri Mission House, vilken är Nya Zeelands äldsta ännu existerande byggnad. Ett annat exempel är Stone Store, vilken är Nya Zeelands äldsta bevarade stenhus.

## Klimat
Regionens geografiska placering resulterar i varma fuktiga somrar och milda vintrar. Den typiska sommartemperaturens maximum ligger mellan 22 °C till 26 °C. Under vintern sjunker denna maxtemperature till mellan 14 °C och 17 °C. Markfrost förekommer i praktiken inte i städerna men är vanligt på landsbygden. De varmaste månaderna är januari och februari. Nederbörden i regionen varierar vanligtvis mellan 1 500 och 2 000 mm/år. Vindarna i området kommer vanligtvis sydväst oavsett tid på året, men regionen kan träffas av efterstormar från avtagande tropiska cykloner från centrala Stilla havet.

## Ekonomi
Ekonomin i regionen är baserad på jordbruk (främst biffdjur), fiske, skogsbruk och trädgårdsplantodling. De utbredda skogarna i de Northlandska landskapet gör trä och pappersindustri till en viktig del av ekonomin i regionen.
Northland är ett populärt turistmål, framförallt Bay of Islands och den historiska staden Kerikeri. Dykning och fiske är också populära aktiviteter bland besökare, speciellt kring Bay of Islands och the Poor Knights Island chain.
Vid Marsden Point nära Whangarei finns Nya Zeelands enda oljeraffinaderi. Nya Zeelands naturliga bränsleresurser i Taranaki utgör nästan hälften av raffinaderiets förbrukning, resterande kommer nästan uteslutande från mellanöstern. I Marsden finns ett oljeeldat värmekraftverk som använder tjockolja från raffinaderiet för att framställa elektricitet. 

## Demografi
| Befolkningsutvecklingen i Northland 1991–2018 | Befolkningsutvecklingen i Northland 1991–2018 | Befolkningsutvecklingen i Northland 1991–2018 | Befolkningsutvecklingen i Northland 1991–2018 | Befolkningsutvecklingen i Northland 1991–2018 |
| --------------------------------------------- | --------------------------------------------- | --------------------------------------------- | --------------------------------------------- | --------------------------------------------- |
|                                               |                                               |                                               |                                               |                                               |
| År                                            |                                               |                                               | Folkmängd                                     |                                               |
| 1991                                          | 1991                                          |                                               | 126 786                                       |                                               |
| 1996                                          | 1996                                          |                                               | 137 052                                       |                                               |
| 2001                                          | 2001                                          |                                               | 140 130                                       |                                               |
| 2006                                          | 2006                                          |                                               | 148 470                                       |                                               |
| 2013                                          | 2013                                          |                                               | 151 689                                       |                                               |
| 2018                                          | 2018                                          |                                               | 179 076                                       |                                               |
|                                               |                                               |                                               |                                               |                                               |